# Кейлор Навас
Кейлор Антоніо Навас Гамбоа (ісп. Keylor Antonio Navas Gamboa, нар. 15 грудня 1986) — костариканський футболіст, воротар та аргентинського клубу «Ньюеллс Олд Бойз» та збірної Коста-Рики.
Відомий виступами у складі «Реал Мадрид», з яким тричі вигравав Лігу чемпіонів та здобув нагороду Голкіпера року в Європі.

## Клубна кар'єра

### «Сапрісса»
Народився 15 грудня 1986 року в Сан-Ісідро-де-ель-Хенераль, провінція Сан-Хосе. Вихованець футбольної школи клубу «Сапрісса». Дорослу футбольну кар'єру розпочав 2005 року в основній команді того ж клубу, в якій провів п'ять сезонів, взявши участь у 60 матчах чемпіонату.

### «Альбасете»
Своєю грою за цю команду привернув увагу представників тренерського штабу іспанського «Альбасете», до складу якого приєднався 2010 року. Відіграв за клуб з Альбасете наступний сезон своєї ігрової кар'єри. Більшість часу, проведеного у складі «Альбасете», був основним голкіпером команди.

### «Леванте»
До складу «Леванте» приєднався 2011 року. Дебютував лише в 38 турі чемпіонату в матчі проти «Атлетіка», де відстояв матч без голів у свої ворота.
У сезоні 2012/13 Кейлор зіграв свій перший єврокубковий матч, відстоявши без пропущених м'ячів поєдинок з «Мотервеллом». З самого початку сезону був кубковим воротарем. У матчах Ла Ліги на воротах «Леванте» стояв Густаво Мунуа. Перший м'яч у сезоні Кейлор пропустив лише в поєдинку 2 туру Ліги Європи проти «Ганновера». У цьому сезоні дебютував у Кубку Іспанії. Допоміг «Леванте» пройти «Олімпіакос» у 1/16 Ліги Європи, але клуб вилетів у наступній стадії. Першу гру в чемпіонаті цього сезону зіграв лише в 24 турі, в гостьовому матчі проти «Реал Сосьєдада». До кінця сезону грав роль основного голкіпера.
Невдало розпочав сезон 2013/14. У 1 турі чемпіонату пропустив 7 голів від «Барселони». У 10 й 11 турах отримав жовті картки. У матчі 14 туру з «Вільярреалом» отримав пряму червону картку на 10 хвилині матчу й покинув поле.

### «Реал»
Влітку 2014 року після прекрасного виступу на Чемпіонаті Світу 2014 в Бразилії підписав контракт з іспанським клубом «Реал Мадрид», де вже на наступний сезон, після того, як команду покинув легендарний Ікер Касільяс, отримав 1-ий номер і став основним воротарем. Він провів чудовий сезон, після чого ним стали цікавитися інші футбольні топ-клуби світу.
Проте костариканець залишився у «Реалі», з яким зокрема тричі поспіль вигравав Лігу Чемпіонів УЄФА у 2016, 2017 і 2018 роках.

### «Парі Сен-Жермен»
2 вересня 2019 перейшов до «Парі Сен-Жермен» за 15 мільйонів євро та в обмін на оренду в мадридський клуб воротаря парижан Альфонса Ареоли.

## Виступи за збірну

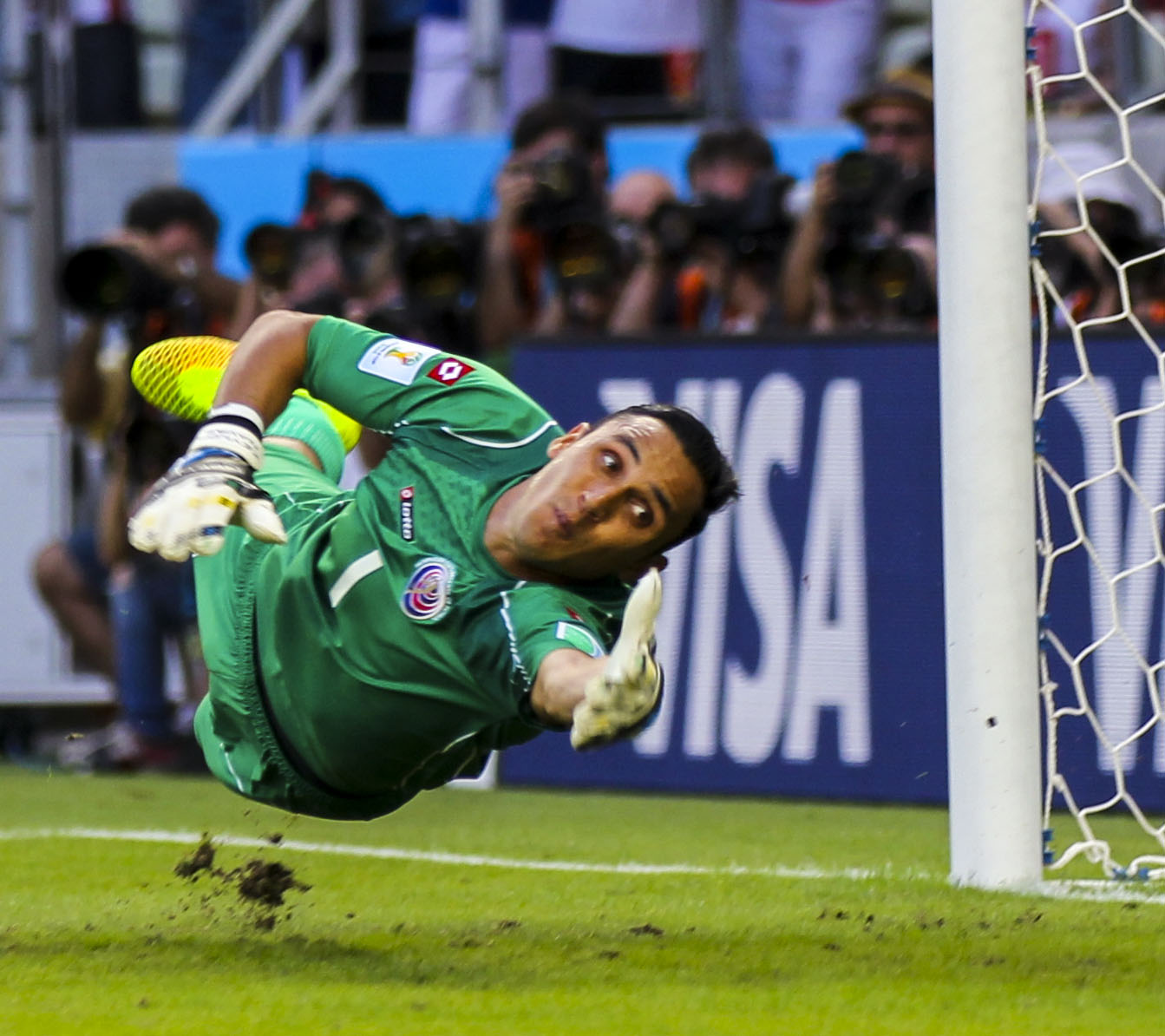
Навас у складі збірної на чемпіонаті світу 2014 у грі проти Уругваю

2008 року дебютував в офіційних матчах у складі національної збірної Коста-Рики.
У складі збірної був учасником розіграшу Золотого кубка КОНКАКАФ 2009, розіграшу Золотого кубка КОНКАКАФ 2011, чемпіонату світу 2014 (де тричі був названий «гравцем матчу»).
14 травня 2018 року включений до заявки збірної на тогорічний чемпіонат світу.
23 травня 2024 року оголосив про завершення кар'єри в збірній Коста-Рики. Однак у травні 2025 року, Навас повернувся до збірної для участі у відбіркових матчах чемпіонату світу 2026 і Золотому кубку КОНКАКАФ.
| Дата       | Місто                    | Господарі         | Результат               | Гості             | Турнір                                   | Голи | Примітки |
| ---------- | ------------------------ | ----------------- | ----------------------- | ----------------- | ---------------------------------------- | ---- | -------- |
| 11-10-2008 | Парамарибо               | Суринам           | 1 – 4                   | Коста-Рика        | Відбір до ЧС 2010                        | -1   |          |
| 15-10-2008 | Тібас                    | Коста-Рика        | 2 – 0                   | Гаїті             | Відбір до ЧС 2010                        | -    |          |
| 23-1-2009  | Тегусігальпа             | Коста-Рика        | 3 – 0                   | Панама            | Центральноамериканський кубок            | -    |          |
| 30-1-2009  | Тегусігальпа             | Коста-Рика        | 1 – 0                   | Сальвадор         | Центральноамериканський кубок            | -    |          |
| 1-4-2009   | Тібас                    | Коста-Рика        | 1 – 0                   | Сальвадор         | Відбір до ЧС 2010                        | -    |          |
| 3-4-2009   | Тібас                    | Коста-Рика        | 3 – 1                   | США               | Відбір до ЧС 2010                        | -1   |          |
| 6-6-2009   | Тобаго                   | Тринідад і Тобаго | 2 – 3                   | Коста-Рика        | Відбір до ЧС 2010                        | -2   |          |
| 3-7-2009   | Карсон (Каліфорнія)      | Коста-Рика        | 1 – 2                   | Сальвадор         | Кубок КОНКАКАФ 2009 - 1-й етап           | -2   |          |
| 23-7-2009  | Чикаго                   | Коста-Рика        | 1 – 1 д.ч. (3 - 5 п.п.) | Мексика           | Кубок КОНКАКАФ 2009 - півфінал           | -1   |          |
| 12-8-2009  | Сан-Педро-Сула           | Гондурас          | 4 – 0                   | Коста-Рика        | Відбір до ЧС 2010                        | -    | 23'      |
| 5-9-2009   | Тібас                    | Коста-Рика        | 0 – 3                   | Мексика           | Відбір до ЧС 2010                        | -3   |          |
| 10-10-2009 | Тібас                    | Коста-Рика        | 4 – 0                   | Тринідад і Тобаго | Відбір до ЧС 2010                        | -    |          |
| 14-10-2009 | Вашингтон                | США               | 2 – 2                   | Коста-Рика        | Відбір до ЧС 2010                        | -2   |          |
| 14-11-2009 | Тібас                    | Коста-Рика        | 0 – 1                   | Уругвай           | Відбір до ЧС 2010                        | -1   |          |
| 18-11-2009 | Монтевідео               | Уругвай           | 1 – 1                   | Коста-Рика        | Відбір до ЧС 2010                        | -1   |          |
| 26-1-2010  | Сан-Хуан                 | Аргентина         | 3 – 2                   | Коста-Рика        | товариський матч                         | -3   |          |
| 26-5-2010  | Ланс                     | Франція           | 2 – 1                   | Коста-Рика        | товариський матч                         | -2   |          |
| 1-6-2010   | Сьйон                    | Швейцарія         | 0 – 1                   | Коста-Рика        | товариський матч                         | -    |          |
| 5-6-2010   | Братислава               | Словаччина        | 3 – 0                   | Коста-Рика        | товариський матч                         | -3   |          |
| 17-11-2010 | Форт-Лодердейл           | Ямайка            | 0 – 0                   | Коста-Рика        | товариський матч                         | -    |          |
| 9-2-2011   | Пуерто-ла-Крус           | Венесуела         | 2 – 2                   | Коста-Рика        | товариський матч                         | -2   |          |
| 29-3-2011  | Сан-Хосе                 | Коста-Рика        | 0 – 0                   | Аргентина         | товариський матч                         | -    |          |
| 5-6-2011   | Арлінгтон                | Коста-Рика        | 5 – 0                   | Куба              | Кубок КОНКАКАФ 2011 - 1-й етап           | -    |          |
| 9-6-2011   | Шарлотт                  | Коста-Рика        | 1 – 1                   | Сальвадор         | Кубок КОНКАКАФ 2011 - 1-й етап           | -1   |          |
| 12-6-2011  | Чикаго                   | Мексика           | 4 – 1                   | Коста-Рика        | Кубок КОНКАКАФ 2011 - 1-й етап           | -4   |          |
| 18-6-2011  | Іст-Ратерфорд            | Коста-Рика        | 1 – 1 д.ч. (2 - 4 п.п.) | Гондурас          | Кубок КОНКАКАФ 2011 - чвертьфінал        | -1   |          |
| 2-9-2011   | Карсон (Каліфорнія)      | США               | 0 – 1                   | Коста-Рика        | товариський матч                         | -    |          |
| 6-9-2011   | Кіто                     | Еквадор           | 4 – 0                   | Коста-Рика        | товариський матч                         | -4   |          |
| 7-10-2011  | Сан-Хосе                 | Коста-Рика        | 0 – 1                   | Бразилія          | товариський матч                         | -1   |          |
| 11-11-2011 | Панама                   | Панама            | 2 – 0                   | Коста-Рика        | товариський матч                         | -2   |          |
| 15-11-2011 | Сан-Хосе                 | Коста-Рика        | 2 – 2                   | Іспанія           | товариський матч                         | -2   |          |
| 29-2-2012  | Кардіфф                  | Уельс             | 0 – 1                   | Коста-Рика        | товариський матч                         | -    |          |
| 25-5-2012  | Сан-Хосе                 | Коста-Рика        | 3 – 2                   | Гватемала         | товариський матч                         | -2   |          |
| 1-6-2012   | Гватемала (місто)        | Гватемала         | 1 – 0                   | Коста-Рика        | товариський матч                         | -1   | 89'      |
| 8-6-2012   | Сан-Хосе                 | Коста-Рика        | 2 – 2                   | Сальвадор         | Відбір до ЧС 2014                        | -2   |          |
| 12-6-2012  | Джорджтаун               | Гаяна             | 0 – 4                   | Коста-Рика        | Відбір до ЧС 2014                        | -    |          |
| 15-8-2012  | Сан-Хосе                 | Коста-Рика        | 0 – 1                   | Перу              | товариський матч                         | -1   |          |
| 7-9-2012   | Сан-Хосе                 | Коста-Рика        | 0 – 2                   | Мексика           | Відбір до ЧС 2014                        | -2   |          |
| 11-9-2012  | Мехіко                   | Мексика           | 1 – 0                   | Коста-Рика        | Відбір до ЧС 2014                        | -1   |          |
| 12-10-2012 | Сан-Сальвадор            | Сальвадор         | 0 – 1                   | Коста-Рика        | Відбір до ЧС 2014                        | -    |          |
| 16-10-2012 | Сан-Хосе                 | Коста-Рика        | 7 – 0                   | Гаяна             | Відбір до ЧС 2014                        | -    |          |
| 22-3-2013  | Коммерс-Сіті             | США               | 1 – 0                   | Коста-Рика        | Відбір до ЧС 2014                        | -1   |          |
| 26-3-2013  | Сан-Хосе                 | Коста-Рика        | 2 – 0                   | Ямайка            | Відбір до ЧС 2014                        | -    |          |
| 7-6-2013   | Сан-Хосе                 | Коста-Рика        | 1 – 0                   | Гондурас          | Відбір до ЧС 2014                        | -    | 67'      |
| 11-6-2013  | Мехіко                   | Мексика           | 0 – 0                   | Коста-Рика        | Відбір до ЧС 2014                        | -    |          |
| 18-6-2013  | Сан-Хосе                 | Коста-Рика        | 2 – 0                   | Панама            | Відбір до ЧС 2014                        | -    |          |
| 6-9-2013   | Сан-Хосе                 | Коста-Рика        | 3 – 1                   | США               | Відбір до ЧС 2014                        | -1   | 41'      |
| 11-10-2013 | Сан-Педро-Сула           | Гондурас          | 1 – 0                   | Коста-Рика        | Відбір до ЧС 2014                        | -1   |          |
| 15-10-2013 | Сан-Хосе                 | Коста-Рика        | 2 – 1                   | Мексика           | Відбір до ЧС 2014                        | -1   | 92'      |
| 5-3-2014   | Сан-Хосе                 | Коста-Рика        | 2 – 1                   | Парагвай          | товариський матч                         | -1   |          |
| 2-6-2014   | Тампа                    | Коста-Рика        | 1 – 3                   | Японія            | товариський матч                         | -3   |          |
| 6-6-2014   | Честер                   | Коста-Рика        | 1 – 1                   | Ірландія          | товариський матч                         | -1   | 46'      |
| 12-6-2014  | Форталеза                | Уругвай           | 1 – 3                   | Коста-Рика        | ЧС 2014 - 1-й етап                       | -1   |          |
| 20-6-2014  | Ресіфі                   | Італія            | 0 – 1                   | Коста-Рика        | ЧС 2014 - 1-й етап                       | -    |          |
| 24-6-2014  | Ресіфі                   | Коста-Рика        | 0 – 0                   | Англія            | ЧС 2014 - 1-й етап                       | -    |          |
| 29-6-2014  | Ресіфі                   | Коста-Рика        | 1 – 1 д.ч. (5 - 3 п.п.) | Греція            | ЧС 2014 - 1/8 фіналу                     | -1   | 90'      |
| 5-7-2014   | Салвадор                 | Нідерланди        | 0 – 0 д.ч. (4 - 3 п.п.) | Коста-Рика        | ЧС 2014 - чвертьфінал                    | -    |          |
| 14-10-2014 | Сеул                     | Південна Корея    | 1 – 3                   | Коста-Рика        | товариський матч                         | -1   |          |
| 13-11-2014 | Монтевідео               | Уругвай           | 3 – 3                   | Коста-Рика        | товариський матч                         | -3   |          |
| 26-3-2015  | Сан-Хосе                 | Коста-Рика        | 0 – 0                   | Парагвай          | товариський матч                         | -    |          |
| 11-6-2015  | Леон                     | Іспанія           | 2 – 1                   | Коста-Рика        | товариський матч                         | -2   |          |
| 8-10-2015  | Ліберія                  | Коста-Рика        | 0 – 1                   | ПАР               | товариський матч                         | -1   |          |
| 13-10-2015 | Гаррісон                 | США               | 0 – 1                   | Коста-Рика        | товариський матч                         | -    |          |
| 25-3-2016  | Кінгстон (Ямайка)        | Ямайка            | 1 – 1                   | Коста-Рика        | Відбір до ЧС 2018                        | -1   |          |
| 29-3-2016  | Сан-Хосе                 | Коста-Рика        | 3 – 0                   | Ямайка            | Відбір до ЧС 2018                        | -    |          |
| 9-10-2016  | Краснодар                | Росія             | 3 – 4                   | Коста-Рика        | товариський матч                         | -3   |          |
| 11-11-2016 | Порт-оф-Спейн            | Тринідад і Тобаго | 0 – 2                   | Коста-Рика        | Відбір до ЧС 2018                        | -    |          |
| 15-11-2016 | Сан-Хосе                 | Коста-Рика        | 4 – 0                   | США               | Відбір до ЧС 2018                        | -    |          |
| 24-3-2017  | Мехіко                   | Мексика           | 2 – 0                   | Коста-Рика        | Відбір до ЧС 2018                        | -2   |          |
| 27-3-2017  | Сан-Педро-Сула           | Гондурас          | 1 – 1                   | Коста-Рика        | Відбір до ЧС 2018                        | -1   |          |
| 8-6-2017   | Сан-Хосе                 | Коста-Рика        | 0 – 0                   | Панама            | Відбір до ЧС 2018                        | -    |          |
| 13-6-2017  | Сан-Хосе                 | Коста-Рика        | 2 – 1                   | Тринідад і Тобаго | Відбір до ЧС 2018                        | -1   |          |
| 1-9-2017   | Гаррісон                 | США               | 0 – 2                   | Коста-Рика        | Відбір до ЧС 2018                        | -    |          |
| 5-9-2017   | Сан-Хосе                 | Коста-Рика        | 1 – 1                   | Мексика           | Відбір до ЧС 2018                        | -1   |          |
| 7-10-2017  | Сан-Хосе                 | Коста-Рика        | 1 – 1                   | Гондурас          | Відбір до ЧС 2018                        | -1   |          |
| 23-3-2018  | Глазго                   | Шотландія         | 0 – 1                   | Коста-Рика        | товариський матч                         | -    |          |
| 27-3-2018  | Ніцца                    | Туніс             | 1 – 0                   | Коста-Рика        | товариський матч                         | -1   |          |
| 3-6-2018   | Сан-Хосе                 | Коста-Рика        | 3 – 0                   | Північна Ірландія | товариський матч                         | -    | 34'      |
| 7-6-2018   | Лідс                     | Англія            | 2 – 0                   | Коста-Рика        | товариський матч                         | -2   |          |
| 11-6-2018  | Брюссель                 | Бельгія           | 4 – 1                   | Коста-Рика        | товариський матч                         | -4   |          |
| 16-6-2018  | Самара                   | Коста-Рика        | 0 – 1                   | Сербія            | ЧС 2018 - 1-й етап                       | -1   |          |
| 22-6-2018  | Санкт-Петербург          | Бразилія          | 2 – 0                   | Коста-Рика        | ЧС 2018 - 1-й етап                       | -2   |          |
| 27-6-2018  | Нижній Новгород          | Швейцарія         | 2 – 2                   | Коста-Рика        | ЧС 2018 - 1-й етап                       | -2   |          |
| 12-10-2018 | Сан-Ніколас-де-лос-Гарса | Мексика           | 3 – 2                   | Коста-Рика        | товариський матч                         | -3   |          |
| 17-10-2018 | Гаррісон                 | Колумбія          | 3 – 1                   | Коста-Рика        | товариський матч                         | -3   |          |
| 23-3-2019  | Гватемала (місто)        | Гватемала         | 1 – 0                   | Коста-Рика        | товариський матч                         | -1   | к.       |
| 27-3-2019  | Сан-Хосе                 | Коста-Рика        | 1 – 0                   | Ямайка            | товариський матч                         | -    |          |
| 7-9-2019   | Сан-Хосе                 | Коста-Рика        | 1 – 2                   | Уругвай           | товариський матч                         | -2   |          |
| 10-10-2019 | Нассау                   | Гаїті             | 1 – 1                   | Коста-Рика        | Ліга націй КОНКАКАФ 2019-2020 - 2-й етап | -1   | к.       |
| 14-10-2019 | Алахуела                 | Коста-Рика        | 0 – 0                   | Кюрасао           | Ліга націй КОНКАКАФ 2019-2020 - 2-й етап | -    | к.       |
| 13-11-2020 | Гартберг                 | Коста-Рика        | 0 – 1                   | Катар             | товариський матч                         | -1   | к.       |
| 30-3-2021  | Вінер-Нойштадт           | Коста-Рика        | 0 – 1                   | Мексика           | товариський матч                         | -1   |          |
| 2-9-2021   | Панама                   | Панама            | 0 – 0                   | Коста-Рика        | Відбір до ЧС 2022                        | -    |          |
| 5-9-2021   | Сан-Хосе                 | Коста-Рика        | 0 – 1                   | Мексика           | Відбір до ЧС 2022                        | -1   |          |
| 8-9-2021   | Сан-Хосе                 | Коста-Рика        | 1 – 1                   | Ямайка            | Відбір до ЧС 2022                        | -1   |          |
| 7-10-2021  | Сан-Педро-Сула           | Гондурас          | 0 – 0                   | Коста-Рика        | Відбір до ЧС 2022                        | -    |          |
| 10-10-2021 | Сан-Хосе                 | Коста-Рика        | 2 – 1                   | Сальвадор         | Відбір до ЧС 2022                        | -1   |          |
| 13-10-2021 | Колумбус                 | США               | 2 – 1                   | Коста-Рика        | Відбір до ЧС 2022                        | -1   | 46'      |
| 16-11-2021 | Сан-Хосе                 | Коста-Рика        | 2 – 1                   | Гондурас          | Відбір до ЧС 2022                        | -1   | к.       |
| 27-1-2022  | Сан-Хосе                 | Коста-Рика        | 1 – 0                   | Панама            | Відбір до ЧС 2022                        | -    | к.       |
| 30-1-2022  | Мехіко                   | Мексика           | 0 – 0                   | Коста-Рика        | Відбір до ЧС 2022                        | -    | к.       |
| 2-2-2022   | Кінгстон                 | Ямайка            | 0 – 1                   | Коста-Рика        | Відбір до ЧС 2022                        | -    | к.       |
| 24-3-2022  | Сан-Хосе                 | Коста-Рика        | 1 – 0                   | Канада            | Відбір до ЧС 2022                        | -    | к.       |
| 27-3-2022  | Сан-Сальвадор            | Сальвадор         | 1 – 2                   | Коста-Рика        | Відбір до ЧС 2022                        | -1   | к.       |
| 30-3-2022  | Сан-Хосе                 | Коста-Рика        | 2 – 0                   | США               | Відбір до ЧС 2022                        | -    | к. 79'   |
| 14-6-2022  | Ер-Райян                 | Коста-Рика        | 1 – 0                   | Нова Зеландія     | Відбір до ЧС 2022                        | -    | к.       |
| Усього     |                          | Матчів (9 місце)  | 107                     |                   | Голів                                    | -106 |          |

## Досягнення
«Сапрісса»
- Чемпіон Коста-Рики: 2005-06, 2006-07, Апертура 2007-08, Клаусура 2007-08, Апертура 2008-09, Клаусура 2009-10
- Володар Кубка чемпіонів КОНКАКАФ: 2005

«Реал Мадрид»
- Чемпіон Іспанії: 2016-17
- Володар Суперкубка Іспанії: 2017
- Володар Суперкубка УЄФА: 2014, 2016, 2017
- Володар Ліги Чемпіонів УЄФА: 2016, 2017, 2018
- Переможець Клубного чемпіонату світу: 2014, 2016, 2017, 2018

ПСЖ
- Чемпіон Франції: 2020, 2022, 2024
- Володар Кубка Франції: 2020, 2021, 2024
- Володар Кубка французької ліги: 2020
- Володар Суперкубка Франції: 2020, 2022, 2023

Коста-Рика
- Бронзовий призер Ігор Центральної Америки та Карибського басейну: 2006